# La Rivière-Drugeon
Pour les articles homonymes, voir La Rivière et Drugeon (homonymie).
La Rivière-Drugeon est une commune française située dans le département du Doubs, la région culturelle et historique de Franche-Comté et la région administrative Bourgogne-Franche-Comté.
Ses habitants sont les Revicards et Revicardes ou les Ripariens et Ripariennes.

## Géographie
La Rivière-Drugeon est un village du Haut-Doubs situé au cœur de la vallée du Drugeon, site naturel Européen Natura 2000. La hauteur moyenne du bourg est de 841 mètres et atteint environ 1 050 mètres dans le massif du Laveron. Le village est traversé par la rivière le Drugeon qui alimente un étang au centre du bourg.

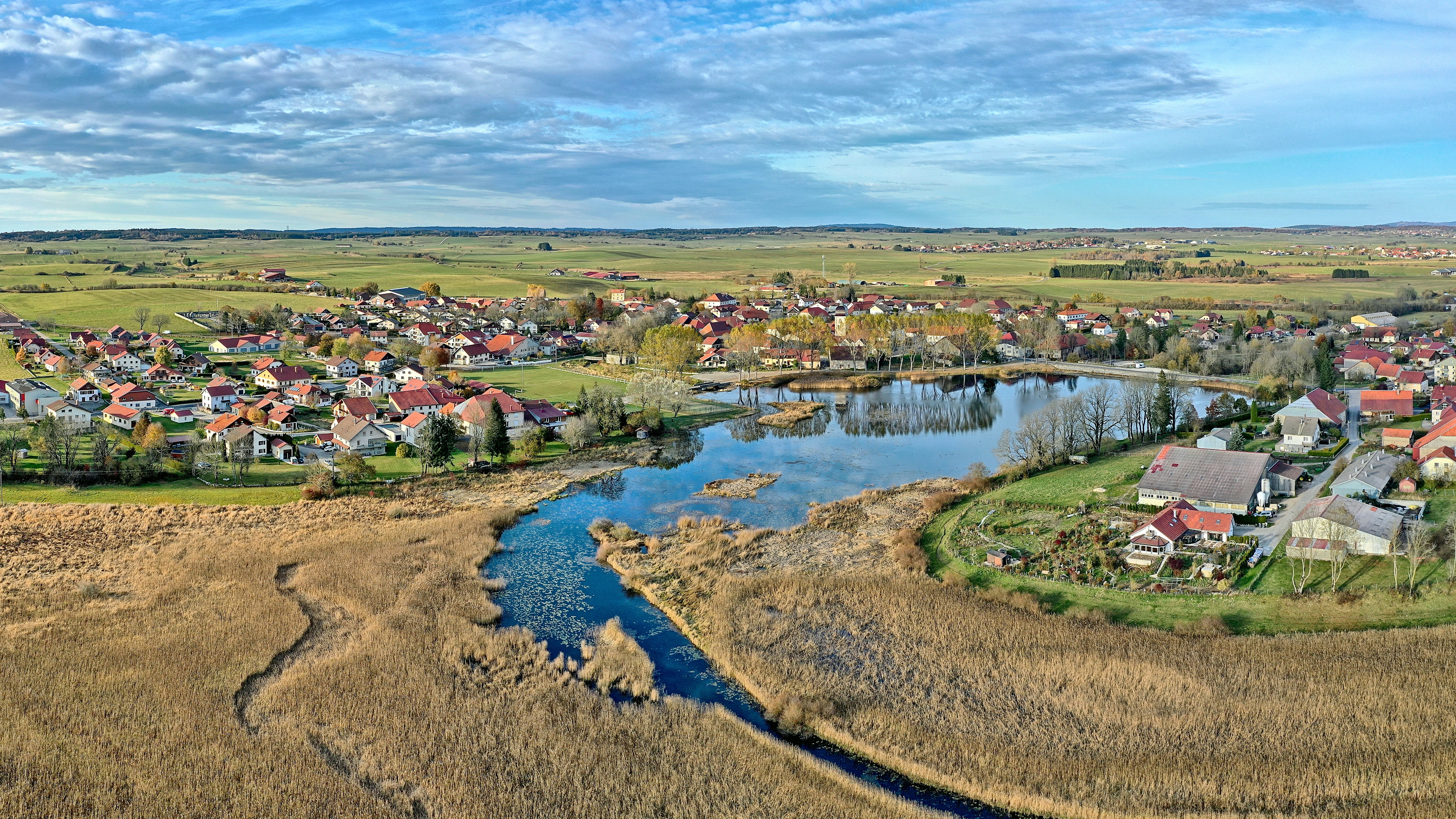
Vue générale du village avec son étang.

### Toponymie
Rivieras de Arlier en 1211 ; Riviera en 1239 ; Reveria en 1243 ; La Revière en 1283, 1380 ; La Rivière en 1485.

### Climat
Pour des articles plus généraux, voir Climat de la Bourgogne-Franche-Comté et Climat du Doubs.
En 2010, le climat de la commune est de type climat de montagne, selon une étude du Centre national de la recherche scientifique s'appuyant sur une série de données couvrant la période 1971-2000. En 2020, Météo-France publie une typologie des climats de la France métropolitaine dans laquelle la commune est exposée à un climat de montagne ou de marges de montagne et est dans la région climatique  Jura, caractérisée par une forte pluviométrie en toutes saisons (1 000 à 1 500 mm/an), des hivers rigoureux et un ensoleillement médiocre. 
Pour la période 1971-2000, la température annuelle moyenne est de 7,4 °C, avec une amplitude thermique annuelle de 16,4 °C. Le cumul annuel moyen de précipitations est de 1 576 mm, avec 13,9 jours de précipitations en janvier et 10,8 jours en juillet. Pour la période 1991-2020, la température moyenne annuelle observée sur la station météorologique de Météo-France la plus proche, « Labergement », sur la commune de Labergement-Sainte-Marie à 11 km à vol d'oiseau, est de 8,0 °C et le cumul annuel moyen de précipitations est de 1 459,4 mm. 
La température maximale relevée sur cette station est de 36,4 °C, atteinte le 31 juillet 1983 ; la température minimale est de −33 °C, atteinte le 9 janvier 1985,,. 
Les paramètres climatiques de la commune ont été estimés pour le milieu du siècle (2041-2070) selon différents scénarios d'émission de gaz à effet de serre à partir des nouvelles projections climatiques de référence DRIAS-2020. Ils sont consultables sur un site dédié publié par Météo-France en novembre 2022.

## Urbanisme

### Typologie
Au 1er janvier 2024, La Rivière-Drugeon est catégorisée bourg rural, selon la nouvelle grille communale de densité à 7 niveaux définie par l'Insee en 2022.
Elle est située hors unité urbaine. Par ailleurs la commune fait partie de l'aire d'attraction de Pontarlier, dont elle est une commune de la couronne,. Cette aire, qui regroupe 54 communes, est catégorisée dans les aires de moins de 50 000 habitants,.

### Occupation des sols
L'occupation des sols de la commune, telle qu'elle ressort de la base de données européenne d’occupation biophysique des sols Corine Land Cover (CLC), est marquée par l'importance des territoires agricoles (53,6 % en 2018), en diminution par rapport à 1990 (61,4 %). La répartition détaillée en 2018 est la suivante : prairies (43,8 %), forêts (35,5 %), terres arables (8,7 %), zones humides intérieures (7 %), zones urbanisées (4 %), zones agricoles hétérogènes (1 %). L'évolution de l’occupation des sols de la commune et de ses infrastructures peut être observée sur les différentes représentations cartographiques du territoire : la carte de Cassini (XVIIIe siècle), la carte d'état-major (1820-1866) et les cartes ou photos aériennes de l'IGN pour la période actuelle (1950 à aujourd'hui).

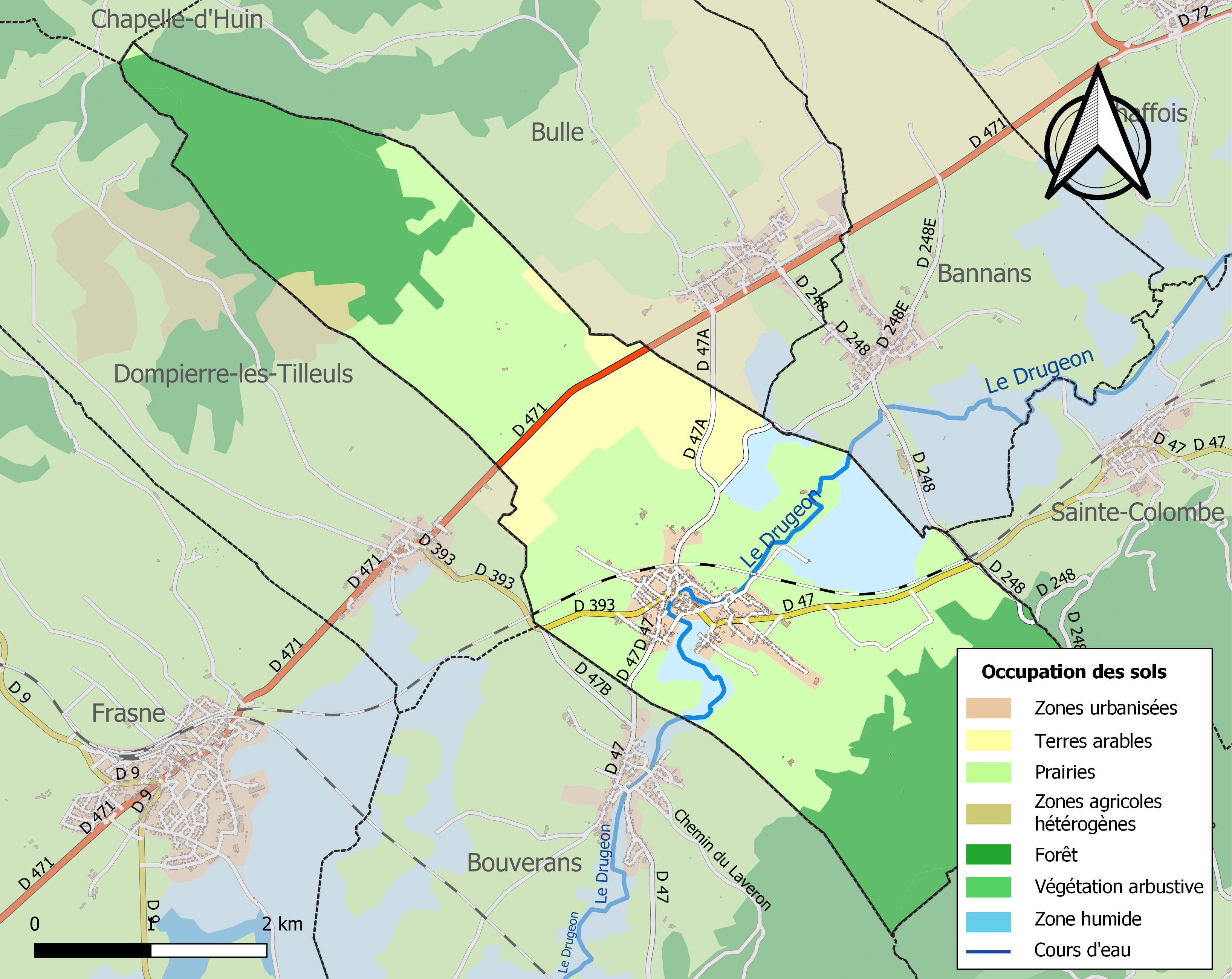
Carte des infrastructures et de l'occupation des sols de la commune en 2018 (CLC).

## Histoire
Jusqu'en 1923, la commune s'appelait simplement La Rivière. Le bourg comportait un château qui était la seigneurie des villages environnants (Frasne, Bouverans, Dompierre). On peut encore aujourd'hui contempler les vestiges de cet ancien château (remparts).
Autrefois en hiver, quand l'étang du village était gelé, on découpait cette glace que l'on conservait dans de la sciure de bois et que l'on envoyait à Paris par chemin de fer.

### La maison de Chalon-Arlay
La seigneurie de La Rivière était une des plus considérables de la maison de Chalon-Arlay. Elle comprenait, en plus du bourg de La Rivière, les villages de Bonnevaux, Bouverans, Dompierre et Frasne, et se partageait entre plusieurs gros propriétaires dont Jean Marescot de Frasne et Guillaume de la Baume, chanoine de Besançon. Située dans la plaine de La Chaux-d'Arlier qui s'étend du val du Sauget jusqu'à celui de Mièges, elle incluait deux embranchements de la voie romaine qui conduisait à Salins-les-Bains. La Rivière dépendait du ressort de Pontarlier et était situé dans le bailliage d'aval. En 1245 Jean de Chalon l'Antique accordait à son cousin germain Amédée de Montfaucon tout ce qu'il possédait dans le comté de Warasch, notamment à La Rivière, à Nods et le fief de Hugues de Layer ; ceci dans le but d'augmenter la seigneurie de Vuillafans. Plus tard, en 1261, Adeline, femme de Hugon de Chalamont, et Vuillat reconnaissaient tenir en fief Boujailles et Arc de ce même comte La Rivière, et lui vendaient en 1266 la maison forte de La Rivière.
La Rivière est incendiée au XVe siècle. Charles le Téméraire y séjourne à plusieurs reprises lors des guerres de Bourgogne. Après le passage de Weimar pendant la guerre de Dix Ans, le bourg est en grande partie détruit. La Rivière avait des faubourgs nommés d'Arlin, du Tartre, et de Foule, une prison, la tour de la vieille prison, la tour ronde, un pont, un portail, plusieurs portes, des halles soutenues par des colonnes, un hôpital des Hospitaliers et un couvent de dominicains (mentionné comme tel au XIVe siècle) puis de jacobins, détruit au XVIIe siècle ; l'église-mère, qui se trouvait primitivement à Dompierre, est déplacée à La Rivière et le prieur de Saint-Étienne de Pontarlier en est le patron ; elle était sous le vocable de Saint-Nicolas. Ses vicariales étaient Dompierre, Bonnevaux et Bouverans.

### Droits seigneuriaux
Le seigneur de La Rivière tenait sa terre en toute justice haute, moyenne, basse et « mère et mixte empère » (merum et mixtum imperium = qui indique la supériorité territoriale).
Il avait le droit de nommer et de destituer tous ses officiers : bailli, châtelain, lieutenant, procureur, scribe, sergent, messier ou forestier. Le bailli, le châtelain et le lieutenant pouvaient juger tous les crimes et délits commis dans la seigneurie, de même que le gruyer ou son lieutenant dans le cas des eaux et forêts : c'était eux également qui s'occupaient des appels. Les appels des sentences du châtelain ou de son lieutenant devaient être faits devant le bailli de la seigneurie et ceci aussi bien pour Liévremont, Dommartin, Vuillecin ou Outhaud.
Le seigneur avait le droit de faire publier par le bailli les testaments et les dispositions des dernières volontés venant de ceux qui décédaient dans la seigneurie ou qui en étaient issus. Il pouvait faire taxer les sceaux et s'adjuger le profit des amendes des crimes, des délits et des "mésus" ; les actes et les publications devaient rester au greffe de La Rivière. Le seigneur avait le droit d'établir des tabellions chargés d'enregistrer les actes d'achats ou d'échanges d'héritages qui devaient être présentés au scellé général qui se tenait une fois l'an. Les tabellions devaient aussi acquitter les lods si le seigneur n'usait pas de son droit de retenue. Les villageois ne pouvaient pas aliéner ou échanger leurs biens communaux sans l'autorisation du seigneur ni sans acquitter un lods.
Le seigneur pouvait garder toutes les "épaves" ("choses perdues et sans maître"), les confiscations et les échutes, et il pouvait imposer ses hommes et ses sujets aux quatre cas (lorsque le sujet était fait chevalier, qu'il partait en outre-mer, qu'il était fait prisonnier ou qu'il mariait sa fille) qui relevaient de la coutume de la région.
Il pouvait faire tenir les assises générales dans la seigneurie, ou dans une des autres qui lui appartenaient, par le bailli et le procureur général "en vertu d'un droit dont ses prédécesseurs ont joui d'un temps immémorial" ; les villageois étaient tenus d'y assister. Il avait le droit d'avoir le signe patibulaire que les villageois devaient aider à dresser, sous peine d'amende voire sous peine d'aider à l'exécution de la peine.
Les habitants de La Rivière, de Liévremont, de Vuillecin, de Dommartin et d'Outhaud devaient faire le guet et la garde au château de La Rivière, et s'y retirer avec leurs biens en cas de guerre et "d'éminent péril". Ils étaient tenus aux réparations des murailles de La Rivière, et à la "monstre d'armes" devant les officiers de la seigneurie sous peine de soixante sous d'amende.
Le seigneur pouvait faire marquer et échantillonner les poids, aunes et mesures. Les habitants étaient imposés pour chaque toise de leurs maisons, clos (petit vignoble) et jardins.
Les fours appartenaient au seigneur en toute banalité et les villageois étaient tenus d'y faire cuire leurs pains et "pastes", de fournir le bois nécessaire, et de payer un droit d'usage au seigneur. Il en était de même pour le moulin que devaient utiliser les habitants de Dompierre et de la Chapelle-d'Huin, et pour les halles. La rivière le Drugeon relevait du seigneur, aussi il était interdit d'y construire un moulin et d'y pêcher.
La dîme du bourg et du territoire de La Rivière revenait au seigneur tant sur les habitants que sur les étrangers, sauf la part due aux religieux de Mouthier-Haute-Pierre. Ces dîmes étaient réglées tous les ans au châtelain. À cette occasion le procureur fiscal nommait un homme et les habitants faisaient de même à la "première réquisition verbale", ces deux hommes prêtaient serment devant le châtelain, de lui donner "bon et fidèle avis au sujet des dîmes" ; en conséquence de quoi était dressé l'inventaire des semis et des moissons de chacun.

### Bornage, moulins et franchises

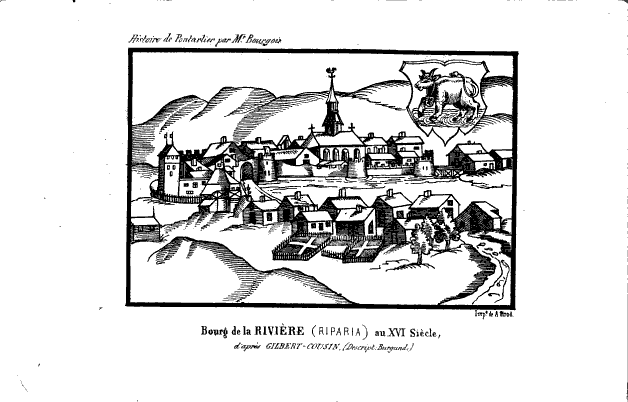
La Rivière au XVI d'après Gilbert Cousin.

Les limites entre la commune, le lac de Damvautier (aujourd'hui lac de Saint-Point) et Malpas furent fixées en 1266 par le comte Othon IV de Bourgogne et Jean Ier de Chalon-Arlay. À cette occasion, il fut stipulé que les « joux » du mont Laveron seraient pour l'usage de tous sans avoir l'autorisation de les défricher. À la fin du XIIIe siècle était établi un péage à Boujailles sur la route de Salins à Jougne passant par La Rivière, et un autre péage existait à La Rivière.
Dès 1242 existaient des moulins à La Rivière puisque Hugues de Blonnay, sire de Joux, donnait aux religieux de l'abbaye de Mont-Sainte-Marie des droits qu'il avait et en 1291 Ethevenin de Bannans se déclarait être devenu « homme » de Jean de Chalon pour plusieurs terres et pour les moulins.
Le 15 juin 1349, le village recevait ses franchises dans lesquelles il était question d'une maison-forte, ainsi que d'un marché qui se tenait le jeudi de chaque semaine. Les limites de la localité étaient fixées, mais aussi les libertés et la police des chemins et des communaux, les poids et les mesures, la justice criminelle, les obligations des bourgeois et du seigneur en temps de guerre, les droits de succession, les dettes et les gages, les redevances et les banalités. Ces droits appelaient des devoirs et en plus des devoirs militaires (voir plus bas), les villageois devaient casser la glace de l'étang de leur bourg et, d'après une tradition, « battre la nuit les eaux des fossés pour empêcher les grenouilles de coasser ». Les habitants devaient utiliser le four de leur seigneur ainsi que son moulin ; ils devaient aussi les quatre cas (lorsque le sujet était fait chevalier, qu'il partait en outre-mer, qu'il était fait prisonnier ou qu'il mariait sa fille).
Les fours, les ventes des jours de foire, l'herbe des prés, le droit de banvin, le péage de Bonnevaux et le four de Dompierre étaient amodiés en 1441.

### La pucelle et la tour carrée
Le 23 mai 1351 Jean II de Chalon-Arlay demandait aux habitants de "fermer le bourg de bonnes murailles de pierre". Ces travaux coûtèrent 300 écus d'or, le seigneur leur fournissant le sable et la chaux nécessaires, et autorisait à prendre les pierres de son vieux château excepté "celles déjà données à Aymon pour bâtir sa maison de Frâne". En remerciement il accordait aux villageois un droit d'usage dans les forêts de sa seigneurie. Cette disposition de construire des murailles figurait dans la charte de 1349 en plus de l'obligation par Jean II d'établir, en dehors du village, un retranchement (appelé aussi boulevard) qu'il se devait de faire garder. C'est de ce lieu que sera datée la charte du 14 août 1476 où Charles le Téméraire confirmait les franchises des villages de la seigneurie de Joux. Ce camp retranché devait devenir une place forte tellement imprenable qu'elle fut nommée "la pucelle" "pour n'avoir jamais été prise par l'ennemi",.
Au cours des années il devait y avoir plusieurs procès au sujet des murailles de La Rivière et de celles du château. En 1498 les habitants du bourg mais aussi de Frasne, de Bonnevaux et de Dompierre, qui avaient refusé de faire les réparations nécessaires à ces édifices, furent poursuivis en justice et condamnés à payer 44 francs.
Toute construction militaire demande une garde, aussi les villageois ne dérogeaient pas à cette obligation : en plus de leur fortification, ils devaient assurer le guet au château de Sainte-Anne et à celui de Chalamont. En 1491 les gens de Boujailles, devant se rendre à Sainte-Anne pour ce faire, demandèrent à rendre ce service à La Rivière qui était plus proche et prétextant que le chemin était en mauvais état ; cette faveur leur fut accordée le temps que soit rénové le château de Chalamont. Ils devaient en plus faire "la monstre d'armes", et ils devaient l'ost (service militaire à pied) et la chevauchée (service militaire à cheval).
En 1415 les habitants recevaient l'ordre de creuser les fondations d'une tour carrée qui devait servir de grenier, chaque foyer devant fournir un travailleur jusqu'à la réalisation de cet édifice. Sans doute mal construite, en 1424 il fallut faire des réparations coûtant 25 francs aux habitants de La Rivière et de Frasne, 20 francs pour Dompierre et Bouverans, 10 francs pour Bonnevaux, 2 francs pour le prieur de Saint-Étienne de La Rivière et 2 francs pour le curé.

### Le signe patibulaire
La justice était exercée par les officiers de la maison de Chalon. Le signe patibulaire était, à l'endroit où se trouvaient les tilleuls de Dompierre, quatre colonnes de bois que les habitants devaient réparer et entretenir. En cas d'exécution de criminel, la population se devait d'y assister. Parmi les "affaires" traitées il y avait le cas d'un notaire tué d'un coup de poignard ; l'accusé Poncet, qui habitait Beaumont, était aussi poursuivi pour avoir tué sa femme. Un autre cas était celui de Jean Bresson, qui habitait La Rivière, et qui, en 1538, était accusé d'avoir "donné son corps et son âme au diable et de s'être souvent parjuré" ; un autre type de procès était celui d'Anatole Loriot, procureur du prince d'Orange, qui avait fait l'objet d'une enquête pour avoir commis des "exactions, pilleries et usures" et parce qu'il "s'était écarté du respect dû à ses pères".
La Rivière possédait ses magistrats (ou échevins). Ceux-ci étaient élus chaque année par les habitants, et administraient les affaires du village. Comme il semblait difficile de réunir les bourgeois en assemblée générale, il fut décidé de nommer tous les ans six notables choisis parmi eux, afin qu'ils donnent leurs conseils aux échevins et aux prud'hommes.

### Goutte-d'Or
Dans le vallon situé entre les villages de La Planée, Malpas et Vaux-et-Chantegrue, existait une fontaine et un hameau nommé Goutte-d'Or dépendant de La Rivière. En 1487 il était vendu trois pièces de terre situées sur le territoire de Gouttes-d'Or, dont une dite "En-Pater" du côté de Bonnevaux. Une famille portait le nom de Goutte-d'or car l'une de ces terres était décrite comme "que souloit être le chazal d'une maison et d'un curtil dudit Goutte-d'or, contenant environ deux tiers de journal, touchant de vent (midi) ledit chazal et de bise (nord) la terre de Jean Goutte-d'Or". Cette vente était consentie le 5 novembre 1488 par Hugues de Chalon, fils de Louis II de Chalon-Arlay, qui stipulait que ces terres étaient "assis au territoire de Goutte-d'Or, où il souloit avoir villaige respondant et des appartenances de nostre seigneurie de La Rivière".

Le hameau a probablement été détruit lors des guerres de 1475. Dans le dénombrement de La Rivière par le prince d'Isenghien en 1738 il était dit : "le canton de Goutte-d'or appartenait anciennement aux seigneurs de La Rivière, qui l'ont laissé en acensement perpétuel à différents particuliers de Vaux et Chantegrue".
Les chartes de 1447 et 1459 données par Louis de Chalon faisaient mention d'Humbert et de Perrette Goutte-d'Or de Bonnevaux comme ayant des possessions dans la forêt de Frasne près d'un marais qui s'appelait Seigne-Goutte-d'Or.
Carte de Cassini

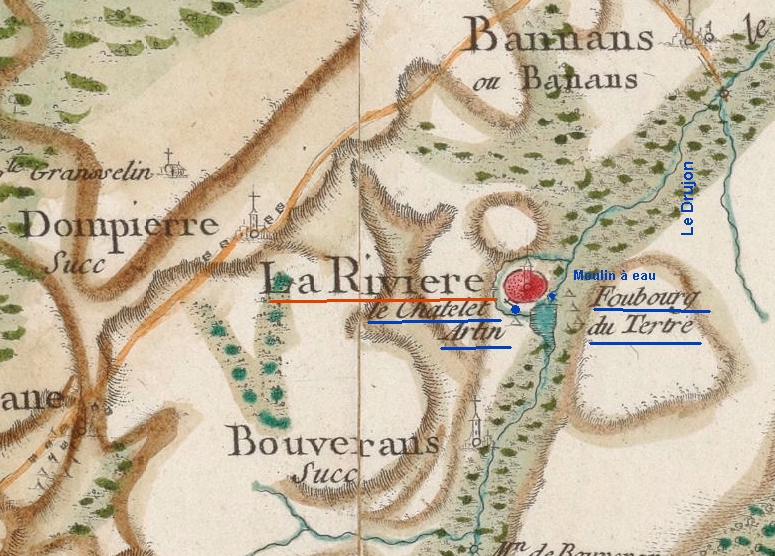
Carte de Cassini du village vers 1750.

La carte de Cassini ci-contre montre qu'au XVIIIè siècle, La rivière-Drugeon qui s'appelait simplement La Rivière est une paroisse située sur une butte entourée de remparts, encerclée par la rivière Le Drugeon qui s'écrivait alors Le Drujon.

Au sud, le Chatelet Artin (aujourd'hui Faubourg d'Arlin) était déjà en ruines à cette époque.

La retenue d'eau sur la rivière servait  de vivier pour les poissons et elle alimentait un moulin à eau symbolisé par une roue dentée. Sa présence est évoquée de nos jours par la rue Sous le Moulin.

Quelques maisons formaient déjà le Faubourg du Tertre sur la rive droite de la rivière dont le nom est déformé actuellement 
sous le nom de Faubourg du Tartre.

## Héraldique
| Blason de Rivière-Drugeon (La) | Blason  | D’or au taureau de gueules colleté d'or et portant au col un écu écartelé au I et IV d’or à la bande d’azur, aux II et III d’argent au huchet d’azur, sur le tout, cinq points d'or équipollés à quatre points d'azur, passant sur une rivière d’argent coulant sur une terrasse de sinople. |
| Blason de Rivière-Drugeon (La) | Détails | Le blason est mentionné dans la Description de la Franche-Comté de Gilbert Cousin Le statut officiel du blason reste à déterminer. |

## Lieux et monuments
- L'église Saint-Nicolas (XVe siècle) est classée monument historique[18],[19]. Se situant au sein de l'archidiocèse de Besançon, elle fait partie de l'Unité Pastorale de Frasne. En 2013, le curé est Jean-Jacques Courty.
- Fort Bachin, gisement de vestiges archéologiques du haut Moyen Âge (Ve et VIe siècles), inscrit aux monuments historiques en 1992[20].
- Plusieurs constructions sont inscrites dans la base Mérimée :
  - les restes des fortifications du bourg (fossé, édifice fortifié, motte)[21] ;
  - le presbytère, de 1826[22] ;
  - le moulin du bourg au début de la rue Sous le Moulin, du XVIIIe ou XIXe siècle (avant 1827)[23]. Détruit par un incendie en 1995 ;
  - une croix du XIXe siècle sur un socle de pierre taillée de 1696, dans le bourg[24] ;
  - une maison rue Charles le Téméraire du XVIIe siècle[25] ;
  - la chapelle Saint-Jacques, de 1826, au coin du Faubourg d'Arlin et de la Route des Prés (D 47A)[26] ;
  - les ruines du couvent mentionné au XIVe siècle et détruit au XVIIe[16] ;
  - des fermes (15 Faubourg d'Arlin ; route des Prés à côté de la chapelle Saint-Nicolas ; et deux bâtiments de ferme au clos Barbeaux)[27].
- La vallée du Drugeon.

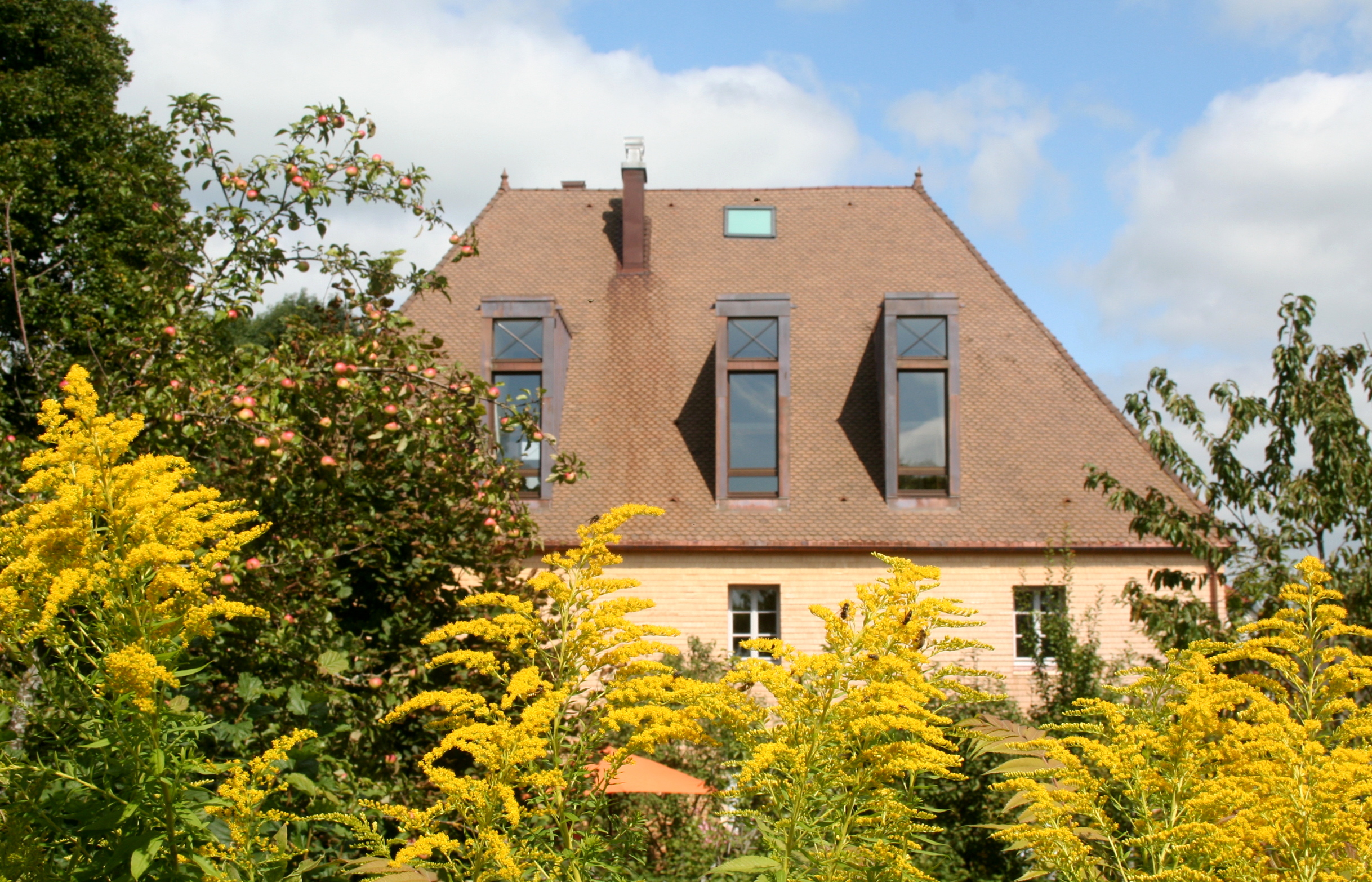
Ancien presbytère.
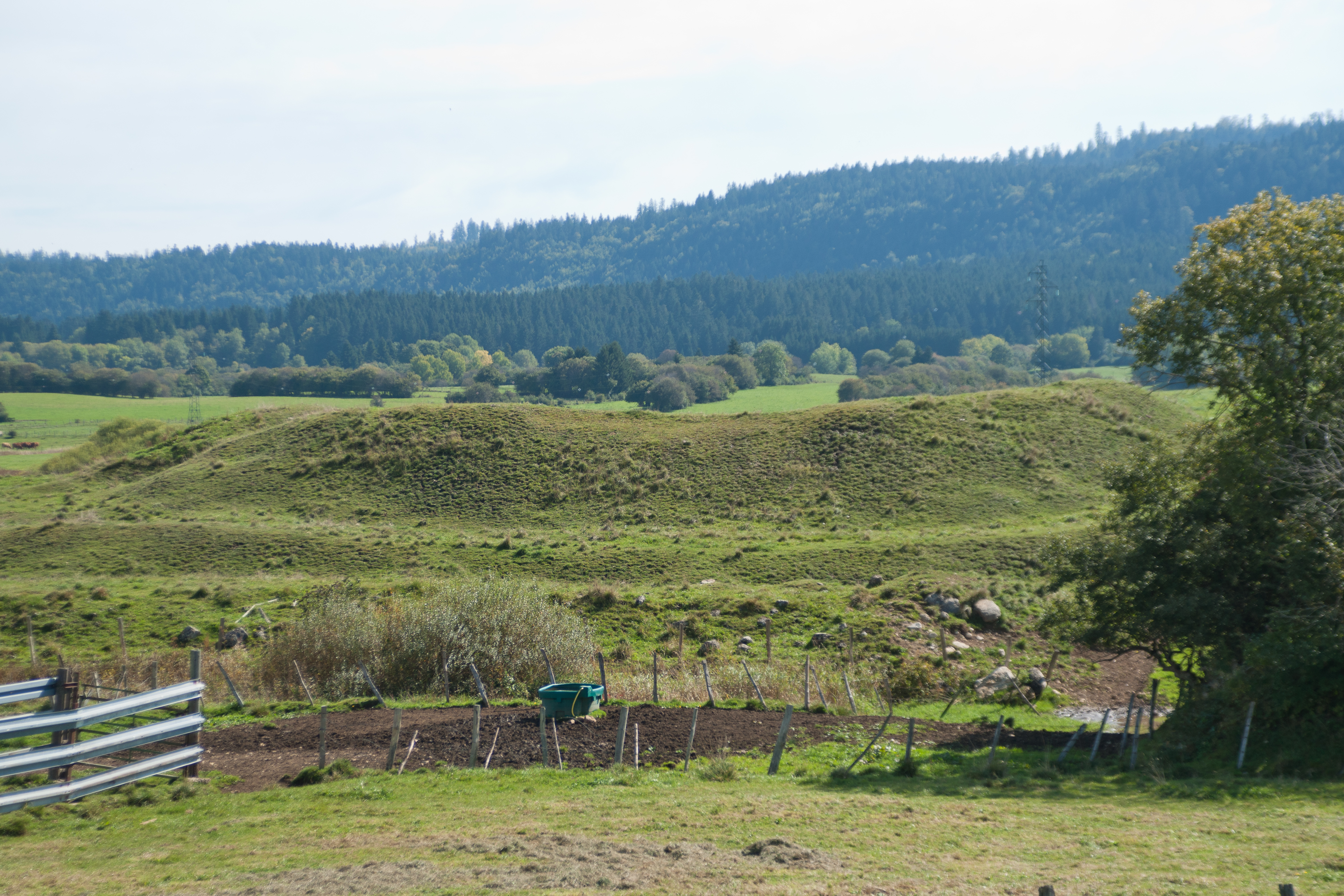
Fort Bachin.
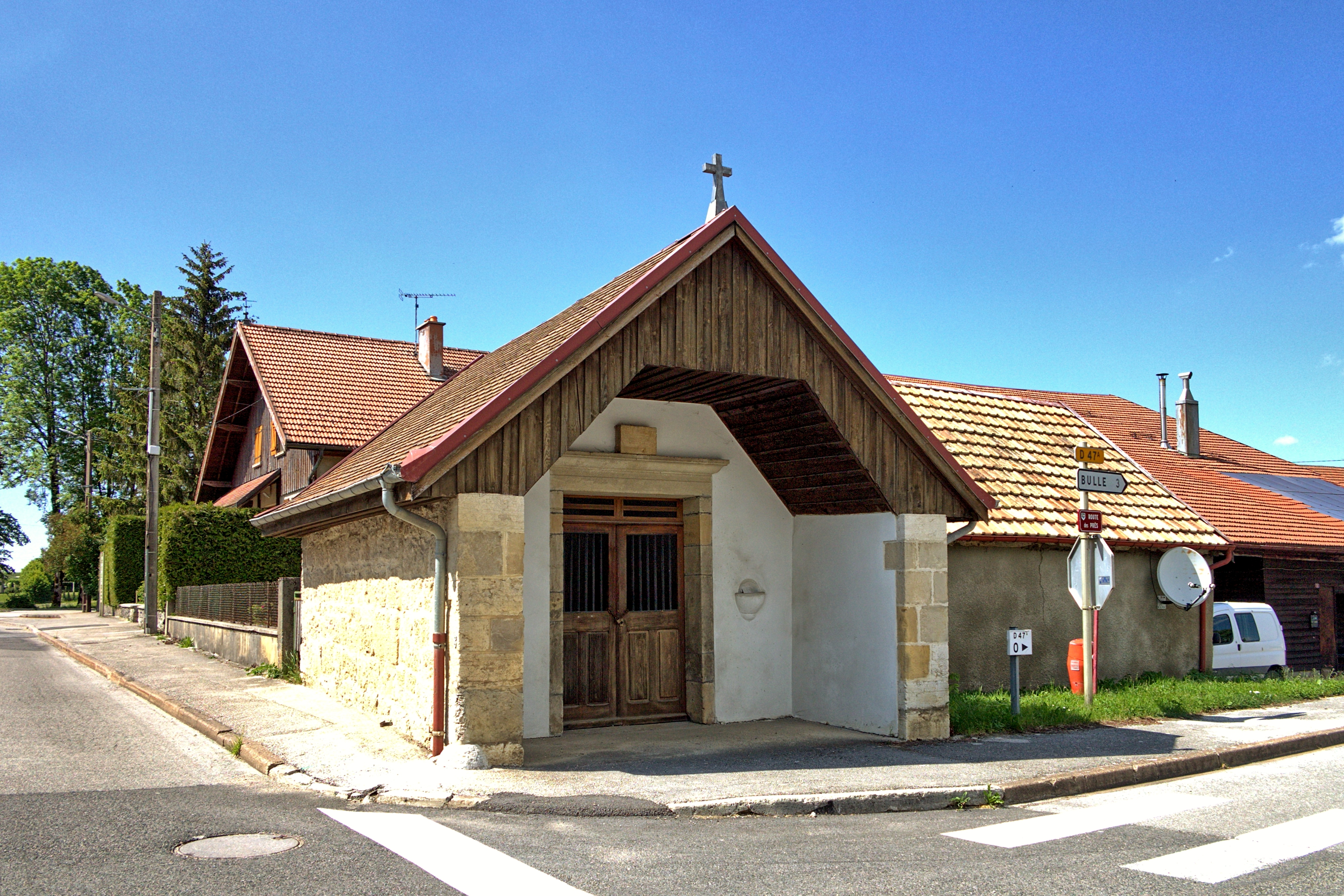
La chapelle Saint-Jacques.
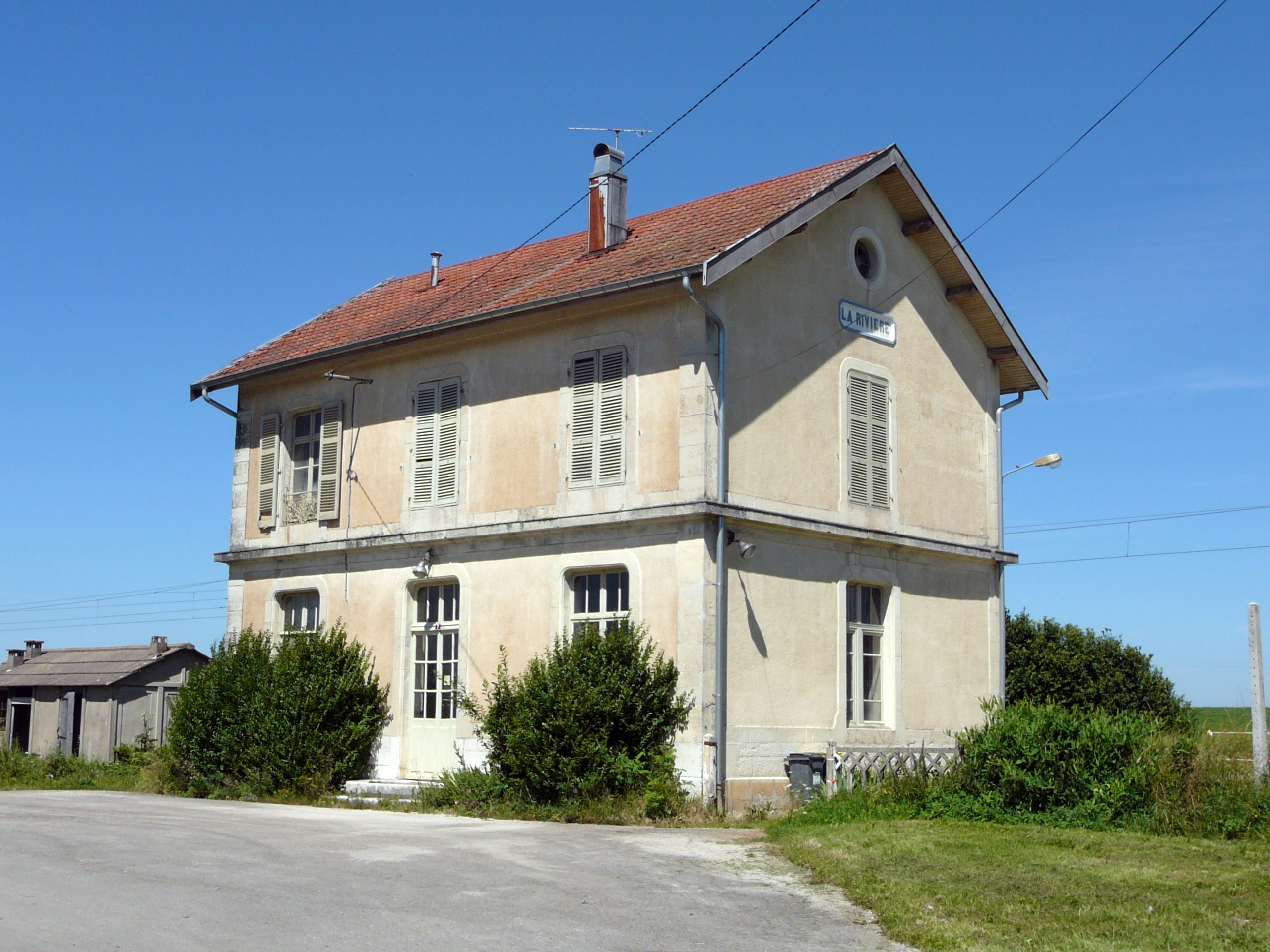
Gare.
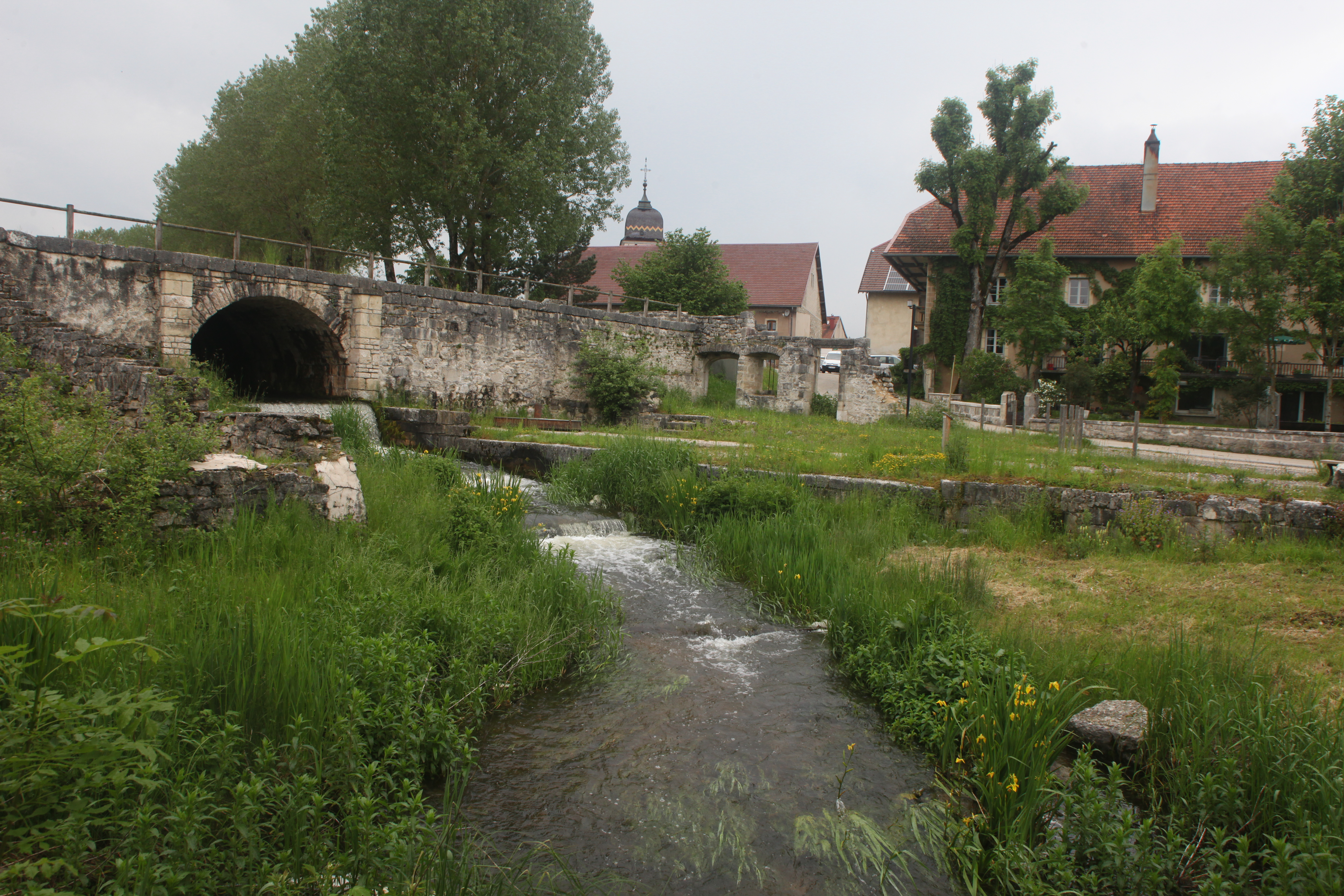
Le Drugeon au niveau de l'ancien moulin du bourg.

## Personnalités liées à la commune
- Claude Frontin (v1510-1563), ecclésiastique et poète comtois de la Renaissance, né à La Rivière
- Fernand Claudet (1896 - 1978), homme politique est né à La Rivière. Il fut maire de la commune entre 1929 et 1940 et député du Doubs de 1936 à 1940.

## Politique et administration
| Période                                  | Période                     | Identité                                         | Étiquette | Qualité                                                        |
| ---------------------------------------- | --------------------------- | ------------------------------------------------ | --------- | -------------------------------------------------------------- |
| 1929                                     | 1940                        | Fernand Claudet                                  | DVD       | Député                                                         |
| mars 1959                                | mars 1983                   | Roland Romanzini                                 | SE        | Chef d'entreprise                                              |
| avant 1995                               | mars 2008                   | Christian Bouday                                 | DVG       | Conseiller général du canton de Pontarlier (2004-2015)         |
| mars 2008                                | En cours (au 1er juin 2020) | Christian Vallet, Réélu pour le mandat 2020-2026 | DVG       | Ancien agent technique, Président de la Communauté de communes |
| Les données manquantes sont à compléter. |                             |                                                  |           |                                                                |

## Démographie
L'évolution du nombre d'habitants est connue à travers les recensements de la population effectués dans la commune depuis 1793. Pour les communes de moins de 10 000 habitants, une enquête de recensement portant sur toute la population est réalisée tous les cinq ans, les populations de référence des années intermédiaires étant quant à elles estimées par interpolation ou extrapolation. Pour la commune, le premier recensement exhaustif entrant dans le cadre du nouveau dispositif a été réalisé en 2004.

En 2022, la commune comptait 927 habitants, en évolution de +3,81 % par rapport à 2016 (Doubs : +1,88 %, France hors Mayotte : +2,11 %).
| 1793 | 1800 | 1806 | 1821 | 1831 | 1836 | 1841 | 1846 | 1851 |
| ---- | ---- | ---- | ---- | ---- | ---- | ---- | ---- | ---- |
| 617  | 692  | 612  | 607  | 666  | 703  | 710  | 695  | 717  |

| 1856 | 1861 | 1866 | 1872 | 1876 | 1881 | 1886 | 1891 | 1896 |
| ---- | ---- | ---- | ---- | ---- | ---- | ---- | ---- | ---- |
| 673  | 682  | 683  | 680  | 674  | 662  | 691  | 718  | 720  |

| 1901 | 1906 | 1911 | 1921 | 1926 | 1931 | 1936 | 1946 | 1954 |
| ---- | ---- | ---- | ---- | ---- | ---- | ---- | ---- | ---- |
| 643  | 668  | 650  | 508  | 550  | 569  | 547  | 531  | 547  |

| 1962 | 1968 | 1975 | 1982 | 1990 | 1999 | 2004 | 2006 | 2009 |
| ---- | ---- | ---- | ---- | ---- | ---- | ---- | ---- | ---- |
| 553  | 554  | 466  | 520  | 635  | 645  | 714  | 730  | 791  |

| 2014 | 2019 | 2022 | - | - | - | - | - | - |
| ---- | ---- | ---- | - | - | - | - | - | - |
| 884  | 920  | 927  | - | - | - | - | - | - |